# کلارک (ویرجینیای غربی)
کلارک (به انگلیسی: Clark) یک منطقهٔ مسکونی در ایالات متحده آمریکا است که در شهرستان مک‌داول، ویرجینیای غربی واقع شده‌است. کلارک ۵۲۰٫۰ متر بالاتر از سطح دریا واقع شده‌است.